# Fyrd
Un fyrd era un tipo de ejército anglosajón primitivo que se movilizaba a partir de hombres libres u hombres pagados para defender la propiedad de los señores de su shire, o de representantes seleccionados para unirse a una expedición real. El servicio en el fyrd solía ser de corta duración y se esperaba que los participantes proporcionaran sus propias armas y provisiones. La composición del fyrd evolucionó a lo largo de los años, particularmente como reacción a las incursiones e invasiones de los vikingos. El sistema de defensa y reclutamiento se reorganizó durante el reinado de Alfredo el Grande, quien estableció 33 ciudades fortificadas (o burhs) en su reino de Wessex. La cantidad de impuestos necesarios para mantener cada ciudad se establecía en un documento conocido como Burghal Hidage. Cada señor tenía su tenencia individual de tierra evaluada en hides. En función de su tenencia de tierras, tuvo que contribuir con hombres y armas para mantener y defender los burhs. El incumplimiento de este requisito podría dar lugar a sanciones severas.
En última instancia, el fyrd consistía en un núcleo de soldados experimentados que se complementaría con aldeanos comunes y granjeros de los condados que acompañarían a sus señores.

## Definiciones
Los gobernantes germánicos en la Gran Bretaña medieval temprana se basaban en la infantería suministrada por una leva regional, o fyrd, y fue de este sistema que dependió el poder militar de varios reinos de la Inglaterra anglosajona temprana. En los documentos anglosajones, el servicio militar puede expresarse como fyrd-faru, fyrd-færeld, fyrd-socn o simplemente fyrd. El fyrd era una milicia local en el condado anglosajón, en la que todos los hombres libres tenían que servir. Aquellos que rechazaban el servicio militar estaban sujetos a multas o pérdida de sus tierras. Según las leyes de Ine:

Si un noble que posee tierras descuida el servicio militar, pagará 120 chelines y perderá su tierra; un noble que no posea tierras pagará 60 chelines; un plebeyo deberá pagar una multa de 30 chelines por descuidar el servicio militar.

Era responsabilidad del fyrd del shire ocuparse de las incursiones locales. El rey podía convocar a la milicia nacional para defender el reino, sin embargo, en el caso de incursiones de atropello y fuga, particularmente por parte de los vikingos, los problemas con la comunicación y la obtención de suministros significaban que la milicia nacional no se podía reunir con la suficiente rapidez, por lo que rara vez se convocaba.
Los historiadores están divididos sobre si el fyrd incluía o no thegns y mercenarios. Inicialmente, la fuerza probablemente habría sido completamente de infantería. Sin embargo, desde la época de Alfredo habría habido una fuerza de infantería montada, que podía galopar rápidamente hacia cualquier lugar problemático, desmontar y expulsar a cualquier fuerza de ataque. Además, después de la reorganización de Alfred, había dos elementos en su ejército. El primero conocido como select-fyrd fue, muy probablemente, una fuerza estrictamente real de infantería montada que consistía principalmente en thegns y sus criados apoyados por condes y regidores. El segundo sería la milicia local o general-fyrd responsable de la defensa del condado y el distrito municipal y estaría formado por hombres libres, como pequeños arrendatarios y sus thegns y reeves locales. En el siglo XI, la infantería se fortaleció con la adición de una fuerza de élite de huscarles. Sin embargo, investigaciones más recientes sugieren que solo había un select-fyrd, en el que Wessex proporcionó el elemento montado.
El término anglosajón que la Crónica anglosajona usa para el ejército danés es "here"; Ine de Wessex en su código de leyes, emitido alrededor de 694, proporciona una definición de "here" como "un ejército invasor o grupo de asalto que contiene más de treinta y cinco hombres", sin embargo, los términos "here" y "fyrd" se usan indistintamente. en fuentes posteriores con respecto a la milicia inglesa.
Los arrendatarios en la Inglaterra anglosajona tenían una obligación triple basada en la tenencia de la tierra; las llamadas 'cargas comunes' del servicio militar, el trabajo en fortalezas y la reparación de puentes. Incluso cuando a un terrateniente se le otorgaron exenciones de otros servicios reales, estos tres deberes estaban reservados. Un ejemplo de esto está en una carta de 858 donde Ethelberto de Kent hizo un intercambio de tierras con su thegn Wulflaf. Estipula que la tierra de Wulflaf debe estar libre de todos los servicios reales y cargas seculares, excepto el servicio militar, la construcción de puentes y el trabajo de fortalezas.
Según las leyes de Canuto:

Si alguno descuida la reparación de fortalezas o puentes o el servicio militar, pagará 120 chelines como compensación al rey en los distritos bajo la ley inglesa, y la cantidad fijada por las normas existentes en el Danelaw.

Inglaterra había sufrido incursiones de los vikingos desde finales del siglo VIII en adelante, siendo las primeras víctimas los monasterios. El primer monasterio que fue asaltado fue en 793 en Lindisfarne, frente a la costa noreste. Las incursiones continuaron intermitentemente hasta la década de 860, cuando en vez de atacar, los vikingos cambiaron su táctica y enviaron un gran ejército para invadir Inglaterra, descrito por la Crónica anglosajona como un Gran ejército pagano. Los daneses finalmente fueron derrotados por Alfredo el Grande en la batalla de Ethandun en 878. Esto fue seguido de cerca por el tratado de paz de Alfredo y Guthrum, en virtud del cual Inglaterra se dividió entre los anglosajones de Wessex y los vikingos. Sin embargo, seguía existiendo la amenaza de otro ejército danés que estaba activo en el continente. El arrasador ejército vikingo en el continente animó a Alfredo a proteger su Reino de Wessex. Construyó una armada, reorganizó el ejército, estableció una caballería y estableció un sistema de ciudades fortificadas conocidas como burhs.
Cada elemento del sistema estaba destinado a remediar los defectos en el establecimiento militar de Sajonia Occidental expuestos por las incursiones e invasiones vikingas. Si bajo el sistema existente no podía reunir fuerzas lo suficientemente rápido para interceptar a los invasores vikingos móviles, la respuesta obvia era tener una fuerza de campo permanente. Si esto implicaba transformar el fyrd de Sajonia Occidental de una leva esporádica de hombres del rey y sus séquitos en un ejército permanente montado, que así fuera. Si su reino careciera de puntos fuertes para impedir el avance de un ejército enemigo, los construiría. Si el enemigo atacaba desde el mar, lo contrarrestaría con su propio poder naval. Para mantener los burhs y el ejército permanente, se estableció un sistema de impuestos y conscripción militar que está registrado en un documento, conocido actualmente como Burghal Hidage. En este, se enumeran treinta y tres pueblos fortificados, junto con su valor tributable (conocido como hides).
El fyrd fue utilizado en gran medida por Haroldo II en 1066, por ejemplo, para resistir la invasión de Harald Hardrada y Guillermo de Normandía.
Enrique I de Inglaterra, el rey anglonormando que prometió en su coronación restaurar las leyes de Eduardo el Confesor y que se casó con una princesa escocesa con antepasados reales de Sajonia Occidental, estableció un fyrd para complementar sus levas feudales, como un ejército de todos. Inglaterra, tal como informa Orderico Vital, para contrarrestar las fallidas invasiones de su hermano Roberto II, tanto en el verano de 1101 como en el otoño de 1102.
Una visión de la organización militar estadounidense temprana, consideró el fyrd el principio abstracto para la defensa de la Virginia colonial.